# Russische Sommer-Meisterschaften im Skispringen 2014
Die russischen Sommer-Meisterschaften im Skispringen 2014 fanden vom 14. bis zum 21. Oktober in Krasnaja Poljana bei Sotschi auf der Schanzenanlage RusSki Gorki statt. Veranstalter war der russische Skiverband für Skispringen und die Nordische Kombination (FSJNCR). Als Wettkampfleiter fungierte Ildar Garifullin. Das erfolgreichste Föderationssubjekt war die Oblast Nischni Nowgorod, die mit Ausnahme des Frauenspringens bei allen Wettkämpfen siegreich war. Nachdem Michail Maximotschkin bereits bei den Winter-Meisterschaften 2014 Doppelmeister wurde, gewann er auch im Sommer sowohl von der Normalschanze als auch von der Großschanze die Meistertitel. Darüber hinaus war er auch im Team als auch im Mixed-Team erfolgreich. Bei den Frauen gewann die 15-jährige Sofija Tichonowa ihren ersten Einzeltitel. Parallel fanden zudem die Juniorenmeisterschaften statt.

## Austragungsort
| \| Sotschi \| |
| Sotschi       |

| Sotschi |

## Ergebnisse

### Frauen

#### Normalschanze
| Platz | Name                    | Föderationssubjekt      | Weite 1 | Weite 2 | Punkte |
| ----- | ----------------------- | ----------------------- | ------- | ------- | ------ |
| 01.   | Sofija Tichonowa        | Sankt Petersburg        | 090,5   | 094,5   | 215,0  |
| 02.   | Irina Awwakumowa        | Moskau                  | 089,0   | 093,0   | 207,5  |
| 03.   | Anastassija Gladyschewa | Region Perm             | 084,0   | 091,5   | 186,5  |
| 04.   | Marija Jakowlewa        | Sankt Petersburg        | 085,5   | 085,0   | 180,0  |
| 05.   | Alexandra Kustowa       | Oblast Moskau           | 084,5   | 084,0   | 175,0  |
| 06.   | Xenija Kablukowa        | Region Perm             | 084,0   | 080,5   | 165,5  |
| 07.   | Marija Sotowa           | Oblast Nischni Nowgorod | 083,5   | 080,0   | 164,5  |
| 08.   | Natalja Solowjowa       | Oblast Nischni Nowgorod | 079,5   | 084,5   | 162,5  |
| 09.   | Glafira Noskowa         | Region Perm             | 079,0   | 079,5   | 153,0  |
| 10.   | Darja Gruschina         | Sankt Petersburg        | 077,0   | 080,0   | 148,5  |

Datum: 16. Oktober 2014
Schanze: Normalschanze K-95
Russische Sommer-Meisterin 2013:  Anastassija Gladyschewa
Teilnehmerinnen / Föderationssubjekte: 24 / 8
Disqualifikationen: 1
Die 15 Jahre alte Sofija Tichonowa lag bereits nach dem ersten Durchgang in Führung und behauptete diese mit dem weitesten Sprung des Wettkampfes auf 94,5 Metern im Finaldurchgang. Titelverteidigerin Anastassija Gladyschewa ist bereits im ersten Durchgang aus dem Titelrennen ausgeschieden, konnte sich schließlich aber als Dritte eine weitere Medaille sichern. Die jüngste Teilnehmerin Lidija Jakowlewa (* 2001) wurde Neunzehnte.

#### Juniorinnen NS
| Platz | Name              | Föderationssubjekt      | Weite 1 | Weite 2 | Punkte |
| ----- | ----------------- | ----------------------- | ------- | ------- | ------ |
| 01.   | Sofija Tichonowa  | Sankt Petersburg        | 097,0   | 096,0   | 233,5  |
| 02.   | Alexandra Kustowa | Oblast Moskau           | 091,5   | 086,0   | 194,5  |
| 03.   | Marija Jakowlewa  | Sankt Petersburg        | 086,5   | 090,5   | 193,5  |
| 04.   | Natalja Solowjowa | Oblast Nischni Nowgorod | 085,5   | 085,5   | 180,0  |
| 05.   | Darja Gruschina   | Sankt Petersburg        | 084,0   | 079,5   | 164,5  |

Datum: 16. Oktober 2014
Schanze: Normalschanze K-95
Teilnehmerinnen / Föderationssubjekte: 21 / 9
Disqualifikationen: 2
Die 15 Jahre alte Sofija Tichonowa gewann nach zwei Sprüngen über den Konstruktionspunkt mit deutlichem Vorsprung den Meistertitel bei den Juniorinnen.

### Männer

#### Normalschanze
| Platz | Name                  | Föderationssubjekt      | Weite 1 | Weite 2 | Punkte |
| ----- | --------------------- | ----------------------- | ------- | ------- | ------ |
| 01.   | Michail Maximotschkin | Oblast Nischni Nowgorod | 096,5   | 106,5   | 259,0  |
| 02.   | Wladislaw Bojarinzew  | Sankt Petersburg        | 096,5   | 105,0   | 255,5  |
| 03.   | Anton Kalinitschenko  | Oblast Kemerowo         | 096,0   | 104,0   | 244,0  |
| 04.   | Denis Kornilow        | Oblast Nischni Nowgorod | 095,5   | 098,5   | 237,5  |
| 05.   | Ilmir Chasetdinow     | Oblast Moskau           | 095,0   | 097,0   | 232,0  |
| 06.   | Roman Trofimow        | Oblast Nischni Nowgorod | 093,5   | 096,0   | 228,5  |
| 07.   | Alexei Kamynin        | Region Perm             | 093,0   | 096,0   | 223,5  |
| 08.   | Dmitri Wassiljew      | Oblast Moskau           | 093,0   | 095,0   | 221,0  |
| 09.   | Alexander Baschenow   | Oblast Sachalin         | 093,0   | 095,0   | 220,5  |
| 10.   | Wadim Schischkin      | Oblast Swerdlowsk       | 091,5   | 094,5   | 214,5  |

Datum: 16. Oktober 2014
Schanze: Normalschanze K-95
Russischer Sommer-Meister 2013:  Ilmir Chasetdinow
Teilnehmer / Föderationssubjekte: 63 / 11
Disqualifikationen: 1
Nachdem Michail Maximotschkin nach dem ersten Durchgang noch 0,5 Punkte Rückstand auf Wladislaw Bojarinzew hatte, holte er sich mit seinem Sprung auf 106,5 Meter im Finaldurchgang den Meistertitel. Für diesen Sprung erhielt er zweimal die höchste Haltungsnote von 20,0.

#### Junioren NS
| Platz | Name                | Föderationssubjekt      | Weite 1 | Weite 2 | Punkte |
| ----- | ------------------- | ----------------------- | ------- | ------- | ------ |
| 01.   | Wadim Schischkin    | Oblast Swerdlowsk       | 097,0   | 101,5   | 244,0  |
| 02.   | Sergei Schulajew    | Oblast Nischni Nowgorod | 093,5   | 098,0   | 230,5  |
| 03.   | Artur Sultangulow   | Oblast Moskau           | 093,5   | 099,0   | 229,5  |
| 04.   | Alexander Baschenow | Oblast Sachalin         | 093,0   | 099,5   | 227,5  |
| 05.   | Sergei Pyschow      | Sankt Petersburg        | 092,5   | 100,0   | 223,0  |

Datum: 16. Oktober 2014
Schanze: Normalschanze K-95
Teilnehmer / Föderationssubjekte: 36 / 10
Disqualifikationen: 1
Mit deutlichem Vorsprung wurde Wadim Schischkin russischer Juniorenmeister. Im Finaldurchgang zeigte er mit 101,5 Metern den weitesten Sprung des Wettbewerbs.

#### Großschanze
| Platz | Name                  | Föderationssubjekt      | Weite 1 | Weite 2 | Punkte |
| ----- | --------------------- | ----------------------- | ------- | ------- | ------ |
| 01.   | Michail Maximotschkin | Oblast Nischni Nowgorod | 134,5   | 135,5   | 270,0  |
| 02.   | Ilmir Chasetdinow     | Oblast Moskau           | 131,5   | 136,0   | 265,0  |
| 03.   | Alexander Sardyko     | Oblast Nischni Nowgorod | 130,0   | 134,5   | 254,6  |
| 04.   | Wladislaw Bojarinzew  | Sankt Petersburg        | 130,5   | 132,0   | 253,5  |
| 05.   | Denis Kornilow        | Oblast Nischni Nowgorod | 129,5   | 131,5   | 248,3  |
| 06.   | Anton Kalinitschenko  | Oblast Kemerowo         | 126,0   | 130,0   | 237,3  |
| 07.   | Roman Trofimow        | Oblast Nischni Nowgorod | 125,0   | 127,5   | 231,0  |
| 08.   | Georgi Tscherwjakow   | Region Perm             | 124,0   | 128,5   | 226,5  |
| 09.   | Grigori Leontjew      | Republik Baschkortostan | 121,0   | 126,0   | 222,1  |
| 10.   | Iwan Lanin            | Oblast Nischni Nowgorod | 122,5   | 123,5   | 216,3  |

Datum: 20. Oktober 2014
Schanze: Großschanze K-125
Russischer Sommer-Meister 2013:  Dmitri Wassiljew
Teilnehmer / Föderationssubjekte: 56 / 11
Den weitesten Sprung des Tages auf 136 Meter zeigte Ilmir Chasetdinow, der in der Endwertung Zweiter wurde. Den Meistertitel gewann hingegen Michail Maximotschkin. Mit 1,1 Punkten Vorsprung auf Platz vier sprang Alexander Sardyko auf den Bronzerang. Juniorenmeister Alexander Baschenow wurde Dreizehnter.

#### Junioren GS
| Platz | Name                | Föderationssubjekt      | Weite 1 | Weite 2 | Punkte |
| ----- | ------------------- | ----------------------- | ------- | ------- | ------ |
| 01.   | Alexander Baschenow | Oblast Sachalin         | 121,0   | 124,0   | 213,0  |
| 02.   | Wadim Schischkin    | Oblast Swerdlowsk       | 115,0   | 126,5   | 203,2  |
| 03.   | Artur Sultangulow   | Oblast Moskau           | 120,5   | 116,0   | 193,2  |
| 04.   | Sergei Schulajew    | Oblast Nischni Nowgorod | 115,0   | 115,5   | 183,4  |
| 05.   | Renat Akbirow       | Republik Tatarstan      | 110,0   | 118,0   | 178,4  |

Datum: 20. Oktober 2014
Schanze: Großschanze K-125
Teilnehmer / Föderationssubjekte: 27 / 9
Nachdem Alexander Baschenow von der Normalschanze als Vierter knapp die Medaillenränge verpasste, gewann er den Meistertitel der Junioren von der Großschanze. Der Wettbewerb war in dem der Herren integriert, sodass die geringere Anlaufweite für kürzere Weiten bei den Herren sorgte. So war Wadim Schischkin der einzige Junior, der über den K-Punkt sprang.

#### Team
| Platz | Team                       | Namen                                                                      | Weite 1                 | Weite 2                 | Punkte |
| ----- | -------------------------- | -------------------------------------------------------------------------- | ----------------------- | ----------------------- | ------ |
| 01.   | Oblast Nischni Nowgorod I  | Alexander Schuwalow Andrei Patschin Roman Trofimow Michail Maximotschkin   | 121,5 131,5 130,0 138,5 | 120,5 126,5 125,0 141,0 | 967,6  |
| 02.   | Oblast Nischni Nowgorod II | Sergei Schulajew Iwan Lanin Alexander Sardyko Denis Kornilow               | 121,0 129,0 130,0 132,0 | 115,0 119,0 129,0 134,0 | 920,2  |
| 03.   | Region Perm                | Sergei Kulikow Jegor Ussatschew Alexei Kamynin Georgi Tscherwjakow         | 122,5 118,5 129,0 135,0 | 119,0 126,0 124,0 130,0 | 899,7  |
| 04.   | Republik Baschkortostan I  | Ramil Sarifullin Grigori Leontjew Artur Sultangulow Ilmir Chasetdinow      | 116,5 127,5 126,5 139,0 | 105,5 124,5 117,5 144,0 | 897,3  |
| 05.   | Sankt Petersburg I         | Sergei Pyschow Wladislaw Persijanzew Alexei Romaschow Wladislaw Bojarinzew | 122,5 114,0 131,5 138,0 | 117,5 113,5 125,0 133,0 | 881,5  |

Datum: 20. Oktober 2014
Schanze: Großschanze K-125
Russischer Sommer-Meister 2013:  Oblast Nischni Nowgorod
Teilnehmende Teams / Föderationssubjekte: 11 / 6
Weitere Platzierungen:

06. Platz:  Moskau

07. Platz:  Republik Tatarstan

08. Platz:  Moskau II

09. Platz:  Republik Baschkortostan II

10. Platz:  Oblast Nischni Nowgorod III

11. Platz:  Sankt Petersburg II
Das erste Team aus der Oblast Nischni Nowgorod verteidigte mit deutlichem Vorsprung seinen Titel. Die Dominanz der Oblast wurde darüber hinaus daran deutlich, dass auf dem Silberrang bereits das zweite Team aus Nischni Nowgorod folgte. In einem knappen Rennen um den dritten Platz setzten sich die Athleten aus der Region Perm gegen die Republik Baschkortostan durch. Der Wettbewerb fand nur wenige Stunden nach dem Einzelspringen von der Großschanze statt.

#### Junioren Team
| Platz | Team                    | Namen                                                                     | Weite 1                 | Weite 2                 | Punkte |
| ----- | ----------------------- | ------------------------------------------------------------------------- | ----------------------- | ----------------------- | ------ |
| 01.   | Oblast Nischni Nowgorod | Sergei Achabadse Machir Dschafarow Maxim Migatschew Sergei Schulajew      | 087,0 085,0 089,0 098,5 | 091,0 087,0 092,0 094,5 | 817,0  |
| 02.   | Republik Baschkortostan | Ratmir Chasejew Nikolai Matawin Konstantin Reschetnikow Artur Sultangulow | 088,0 083,5 085,0 095,5 | 090,5 088,5 093,5 094,0 | 799,5  |
| 03.   | Sankt Petersburg        | Alexander Martschukow Alexander Sisych Erkin Allamuratow Sergei Pyschow   | 087,0 083,0 087,0 100,5 | 094,0 084,0 090,5 097,0 | 789,5  |

Datum: 18. Oktober 2014
Schanze: Normalschanze K-95
Teilnehmende Teams / Föderationssubjekte: 5 / 5
Weitere Platzierungen:

04. Platz:  Moskau

05. Platz:  Region Perm

### Mixed

#### Mixed-Team
| Platz | Team                    | Namen                                                                       | Weite 1                 | Weite 2 | Punkte |
| ----- | ----------------------- | --------------------------------------------------------------------------- | ----------------------- | ------- | ------ |
| 01.   | Oblast Nischni Nowgorod | Natalja Solowjowa Denis Kornilow Marija Sotowa Michail Maximotschkin        | 082,0 099,5 088,0 102,5 | —       | 433,5  |
| 02.   | Region Perm I           | Xenija Kablukowa Georgi Tscherwjakow Anastassija Gladyschewa Alexei Kamynin | 080,0 094,5 093,0 098,0 | —       | 414,0  |
| 03.   | Oblast Moskau           | Alexandra Kustowa Dmitri Wassiljew Anna Schukowa Ilmir Chasetdinow          | 082,0 097,0 084,0 099,5 | —       | 410,5  |
| 04.   | Region Perm II          | Stefanija Nadymowa Jegor Ussatschew Glafira Noskowa Sergei Kulikow          | 075,0 090,5 076,0 094,0 | —       | 348,5  |
| 05.   | Moskau I                | Anastassija Weschtschikowa Michail Nasarow Irina Awwakumowa Ildar Walitow   | 071,0 087,0 098,5 080,0 | —       | 343,5  |

Datum: 17. Oktober 2014
Schanze: Normalschanze K-95
Russischer Sommer-Meister 2013:  Sankt Petersburg
Teilnehmende Teams / Föderationssubjekte: 9 / 6
Weitere Platzierungen:

06. Platz:  Sankt Petersburg II

07. Platz:  Republik Baschkortostan

08. Platz:  Sankt Petersburg I

a.K. Platz:  Moskau II

Bei der zweiten Austragung eines Mixed-Teamspringens im Winter gewann erstmals das Team aus der Oblast Nischni Nowgorod. Das zweite Moskauer Team bestand aus nur drei Athleten und sprang daher außer Konkurrenz. Ihre Leistung hätte zum achten Platz gereicht, da das Team aus Sankt Petersburg nach den Disqualifikationen von Wladislaw Bojarinzew und Sergei Pyschow lediglich zwei Wertungssprünge verzeichnen konnte. Es floss lediglich ein Durchgang in die Endwertung ein.

#### Junioren Mixed-Team
| Platz | Team               | Namen                                                                  | Weite 1                 | Weite 2                 | Punkte |
| ----- | ------------------ | ---------------------------------------------------------------------- | ----------------------- | ----------------------- | ------ |
| 01.   | Sankt Petersburg I | Marija Jakowlewa Alexander Martschukow Sofija Tichonowa Sergei Pyschow | 089,5 096,0 095,0 100,5 | 090,0 095,0 094,5 098,0 | 886,0  |
| 02.   | Oblast Moskau      | Alexandra Kustowa Ratmir Chasejew Anna Schukowa Artur Sultangulow      | 085,5 087,5 086,0 096,0 | 095,0 092,0 085,5 094,5 | 806,5  |
| 03.   | Region Perm I      | Xenija Kablukowa Konstantin Petrow Glafira Noskowa Iwan Mechonoschin   | 078,0 085,0 076,0 090,0 | 085,0 079,0 078,0 088,0 | 666,5  |

Datum: 17. Oktober 2014
Schanze: Normalschanze K-95
Teilnehmende Teams / Föderationssubjekte: 9 / 7
Weitere Platzierungen:

04. Platz:  Republik Baschkortostan

05. Platz:  Sankt Petersburg

06. Platz:  Moskau

07. Platz:  Oblast Swerdlowsk

08. Platz:  Republik Tatarstan

09. Platz:  Region Perm II

## Medaillenspiegel
| Platz | Föderationssubjekt      |   |   |   |    |
| ----- | ----------------------- | - | - | - | -- |
| 1     | Oblast Nischni Nowgorod | 4 | 1 | 1 | 6  |
| 2     | Sankt Petersburg        | 1 | 1 | 0 | 2  |
| 3     | Region Perm             | 0 | 1 | 2 | 3  |
| 4     | Oblast Moskau           | 0 | 1 | 1 | 2  |
| 5     | Moskau                  | 0 | 1 | 0 | 1  |
| 6     | Oblast Kemerowo         | 0 | 0 | 1 | 1  |
| Total | Total                   | 5 | 5 | 5 | 12 |